# La Nébuleuse du cœur (film)
Pour plus de détails, voir Fiche technique et Distribution.
La Nébuleuse du cœur est un film suisse réalisé par Jacqueline Veuve et sorti en 2005.

## Fiche technique
- Titre : La Nébuleuse du cœur
- Réalisation : Jacqueline Veuve
- Scénario : Nadejda Magnenat et Jacqueline Veuve
- Photographie : Steff Bossert
- Son : Laurent Barbey et Blaise Gabioud
- Montage : Edwige Ochsenbein
- Musique : André-Daniel Meylan
- Sociétés de production : PCT Cinéma Télévision - Aquarius Film Production - RTS
- Pays de production :  Suisse
- Genre : documentaire
- Durée : 90 minutes
- Dates de sortie : 
  - Suisse : août 2005 (Festival de Locarno)
  - France : mars 2005 (festival Cinéma du réel) ; 21 juin 2006[1]

## Sélections
- Cinéma du réel 2005
- Festival international du film de Locarno 2005
- Festival international de programmes audiovisuels documentaires de Biarritz 2006